# Eurydyka (córka Adrasta)
Eurydyka (także Eurydike; gr. Εὐρυδίκη Eurydíkē, łac. Eurydice) – w mitologii greckiej królewna z Argos.
Uchodziła za córkę króla Adrasta. Z Ilosem, który był jej mężem, miała syna Laomedona.